# Genádio de Hermópolis
Genádio de Hermópolis (em latim: Gennadius) foi um bispo bizantino do século V que esteve ativo durante o reinado de Zenão (r. 474–475; 476–491) em Hermópolis Maior, na Tebaida. Primo do patriarca de Antioquia Timóteo III Salofaciolo (477–481/482), foi enviado com João Talaia como legado para Zenão para agradecê-lo por sua restauração.